# Ја, Ерл и девојка на самрти
Ја, Ерл и девојка на самрти (енгл. Me and Earl and the Dying Girl) амерички је филм из 2015. у режији Алехандра Гомеза-Рехона снимљен по роману Умирућа, Ерл и ја Џесија Ендруза који је уједно и аутор филмског сценарија. Премијерно је приказан 25. јануара 2015. на Филмском фестивалу Санденс где је освојио награду жирија и награду публике за најбољи драмски филм.

## Улоге
| Глумац            | Улога          |
| ----------------- | -------------- |
| Томас Мен         | Грег Гејнс     |
| Еди Диц           | Грег као дечак |
| Оливија Кук       | Рејчел Кушнер  |
| Ар Џеј Сајлер     | Ерл Џексон     |
| Едвард Дебрус III | Ерл као дечак  |
| Џон Бернтал       | г. Макарти     |
| Моли Шенон        | Дениз Кушнер   |
| Ник Оферман       | г. Гејнс       |
| Кони Бритон       | гђа Гејнс      |